# Campeonato Sul-Americano de Atletismo de 2011
A 47ª edição do Campeonato Sul-Americano de Atletismo foi o evento esportivo organizado pela CONSUDATLE no CeNARD, em Buenos Aires na Argentina no período de 2 a 5 de junho de 2011. Foram disputadas 44 provas com a presença de 345 atletas de 13 nacionalidades, com destaque para o Brasil que obteve 51 medalhas na classificação final. 

## Recordes
Durante o campeonato os seguintes recordes foram quebrados.
| Evento                | Atleta                    | Nacionalidade | Registro  | Recorde               |
| --------------------- | ------------------------- | ------------- | --------- | --------------------- |
| 20 km marcha atlética | Andrés Chocho             | Equador       | 1:20:23.8 | ,                     |
| 20 km marcha atlética | Gustavo Restrepo          | Colômbia      | 1:20:36.6 | Recorde nacional      |
| 20 km marcha atlética | Yerko Araya               | Chile         | 1:20:47.2 | Recorde nacional      |
| 20 km marcha atlética | Caio Bonfim               | Brasil        | 1:20:58.5 | Recorde nacional      |
| 20 km marcha atlética | Juan Manuel Cano          | Argentina     | 1:23:09.0 | Recorde nacional      |
| 20 km marcha atlética | Ronald Quispe             | Bolívia       | 1:25:59.2 | Recorde nacional      |
| 20 km marcha atlética | Ingrid Hernández          | Colômbia      | 1:32:09.4 | ,                     |
| 20 km marcha atlética | Milángela Rosales         | Venezuela     | 1:32:17.6 | Recorde nacional      |
| Salto triplo          | Maximiliano Díaz          | Argentina     | 16.51 m   | Recorde nacional      |
| Lançamento de disco   | Ronald Julião             | Brasil        | 62.72 m   | Recorde do campeonato |
| Decatlo               | Luiz Alberto de Araújo    | Brasil        | 7944 pts  | Recorde do campeonato |
| 5000 metros           | Fabiana Cristine da Silva | Brasil        | 15:39.67  | Recorde do campeonato |
| 5000 metros           | Rosa Godoy                | Argentina     | 15:43.36  | Recorde nacional      |
| 10000 metros          | Simone da Silva           | Brasil        | 31:59.11  | Recorde do campeonato |
| 10000 metros          | Rosa Godoy                | Argentina     | 32:51.10  | Recorde nacional      |
| Salto com vara        | Fabiana Murer             | Brasil        | 4.70 m    | Recorde do campeonato |
| Lançamento de dardo   | Leryn Franco              | Paraguai      | 55.66 m   | Recorde nacional      |
| Lançamento de martelo | Jennifer Dahlgren         | Argentina     | 72.70 m   | Recorde do campeonato |

## Medalhistas

### Masculino
| Evento                      | Ouro                                                                                  | Ouro      | Prata                                                                           | Prata     | Bronze                                                                       | Bronze    |
| --------------------------- | ------------------------------------------------------------------------------------- | --------- | ------------------------------------------------------------------------------- | --------- | ---------------------------------------------------------------------------- | --------- |
| 100 metros                  | Nilson André · Brasil                                                                 | 10.35     | Kael Becerra · Chile                                                            | 10.41     | Sandro Viana · Brasil                                                        | 10.44     |
| 200 metros                  | Daniel Grueso · Colômbia                                                              | 20.90     | Mariano Jiménez · Argentina                                                     | 21.06     | Cristián Reyes · Chile                                                       | 21.09     |
| 400 metros                  | Kléberson Davide · Brasil                                                             | 46.74     | Geiner Mosquera · Colômbia                                                      | 47.19     | Luis Eduardo Ambrósio · Brasil                                               | 47.57     |
| 800 metros                  | Rafith Rodríguez · Colômbia                                                           | 1:51.38   | Kléberson Davide · Brasil                                                       | 1:52.42   | Sebastián Vega · Argentina                                                   | 1:52.43   |
| 1 500 metros                | Leandro de Oliveira · Brasil                                                          | 3:45.55   | Hudson de Souza · Brasil                                                        | 3:46.35   | Federico Bruno · Argentina                                                   | 3:47.81   |
| 5 000 metros                | Javier Carriqueo · Argentina                                                          | 13:58.27  | Víctor Aravena · Chile                                                          | 13.59.81  | Javier Guarín · Colômbia                                                     | 14.00.64  |
| 10 000 metros               | Giovani dos Santos · Brasil                                                           | 28:41.02  | Damião de Souza · Brasil                                                        | 28.53.94  | Jhon Tello · Colômbia                                                        | 28.56.46  |
| 20 km marcha atlética       | Andrés Chocho · Equador                                                               | 1:20:23.8 | Gustavo Restrepo · Colômbia                                                     | 1:20:36.6 | Yerko Araya · Chile                                                          | 1:20:47.2 |
| 110 metros barreiras        | Matheus Inocêncio · Brasil                                                            | 13.70     | Jorge McFarlane · Peru                                                          | 13.77     | Paulo Villar · Colômbia                                                      | 13.85     |
| 400 metros barreiras        | Andrés Silva · Uruguai                                                                | 49.94     | Mahau Suguimati · Brasil                                                        | 51.11     | Víctor Solarte · Venezuela                                                   | 51.13     |
| 3.000 metros com obstáculos | Hudson de Souza · Brasil                                                              | 8:36.53   | Marvin Blanco · Venezuela                                                       | 8:37.02   | Mariano Mastromarino · Argentina                                             | 8:38.91   |
| 4×100 metros estafetas      | Brasil · Carlos Roberto de Moraes, Jr. · Sandro Viana · Nilson André · Ailson Feitosa | 39.87     | Colômbia · Isidro Montoya · Geiner Mosquera · Luis Carlos Nuñez · Daniel Grueso | 39.88     | Chile · Ignacio Rojas · Cristián Reyes · Kael Becerra · Jorge Rojas          | 40.83     |
| 4×400 metros estafetas      | Brasil · Luís Ambrosio · Kléberson Davide · Wagner Cardoso · Hederson Stefani         | 3:08.95   | Colômbia · Yeison Rivas · Geiner Mosquera · Diego Palomeque · Rafith Rodríguez  | 3:09.67   | Argentina · Josué Iarritú · Fabio Martínez · Miguel Wilken · Mariano Jiménez | 3:13.30   |
| Salto em altura             | Diego Ferrín · Equador                                                                | 2.23      | Guilherme Cobbo · Brasil                                                        | 2.20      | Carlos Layoy · Argentina                                                     | 2.20      |
| Salto com vara              | Fábio Gomes da Silva · Brasil                                                         | 5.35      | Germán Chiaraviglio · Argentina                                                 | 5.30      | Rubén Benítez · Argentina                                                    | 4.90      |
| Salto em comprimento        | Jorge McFarlane · Peru                                                                | 7.95      | Rafael Mello · Brasil                                                           | 7.85      | Daniel Pineda · Chile                                                        | 7.82      |
| Salto triplo                | Maximiliano Díaz · Argentina                                                          | 16.51     | Jonathan Henrique Silva · Brasil                                                | 16.45     | Jefferson Sabino · Brasil                                                    | 16.45     |
| Arremesso de peso           | Germán Lauro · Argentina                                                              | 19.61     | Edder Moreno · Colômbia                                                         | 18.93     | Maximiliano Alonso · Chile                                                   | 17.95     |
| Lançamento de disco         | Ronald Julião · Brasil                                                                | 62.72     | Germán Lauro · Argentina                                                        | 59.98     | Jesús Parejo · Venezuela                                                     | 57.42     |
| Lançamento do martelo       | Arley Ibargüen · Colômbia                                                             | 73.61     | Dayron Márquez · Colômbia                                                       | 73.15     | Víctor Fatecha · Paraguai                                                    | 72.51     |
| Lançamento do dardo         | Juan Ignacio Cerra · Argentina                                                        | 72.12     | Wagner Domingos · Brasil                                                        | 70.65     | Allan Wolski · Brasil                                                        | 66.85     |
| Decatlo                     | Luiz Alberto de Araújo · Brasil                                                       | 7944      | Román Gastaldi · Argentina                                                      | 7545      | Georni Jaramillo · Venezuela                                                 | 7051      |

### Feminino
| Evento                      | Ouro                                                                                 | Ouro        | Prata                                                                               | Prata     | Bronze                                                                                  | Bronze    |
| --------------------------- | ------------------------------------------------------------------------------------ | ----------- | ----------------------------------------------------------------------------------- | --------- | --------------------------------------------------------------------------------------- | --------- |
| 100 metros                  | Ana Cláudia Lemos · Brasil                                                           | 11.46       | Yomara Hinestroza · Colômbia                                                        | 11.63     | Rosemar Coelho Neto · Brasil                                                            | 11.80     |
| 200 metros                  | Ana Cláudia Lemos · Brasil                                                           | 23.18       | Norma González · Colômbia                                                           | 23.22     | Jailma de Lima · Brasil                                                                 | 23.54     |
| 400 metros                  | Norma González · Colômbia                                                            | 52.14       | Yenifer Padilla · Colômbia                                                          | 52.55     | Geisa Coutinho · Brasil                                                                 | 52.84     |
| 800 metros                  | Rosibel García · Colômbia                                                            | 2:04.76     | Andrea Ferris · Panamá                                                              | 2:05.13   | Muriel Coneo · Colômbia                                                                 | 2:05.25   |
| 1 500 metros                | Rosibel García · Colômbia                                                            | 4:22.18     | Tatiele de Carvalho · Brasil                                                        | 4:22.94   | Sandra Amarillo · Argentina                                                             | 4:23.94   |
| 5 000 metros                | Fabiana Cristine da Silva · Brasil                                                   | 15:39.67    | Rosa Godoy · Argentina                                                              | 15:43.36  | Cruz Nonata da Silva · Brasil                                                           | 15:43.91  |
| 10 000 metros               | Simone da Silva · Brasil                                                             | 31:59.11    | Rosa Godoy · Argentina                                                              | 32:51.10  | Cruz Nonata da Silva · Brasil                                                           | 32:53.72  |
| 20 km marcha atlética       | Ingrid Hernández · Colômbia                                                          | 1:32:09.4 , | Milángela Rosales · Venezuela                                                       | 1:32:17.6 | Arabelly Orjuela · Colômbia                                                             | 1:32:48.7 |
| 100 metros barreiras        | Briggite Merlano · Colômbia                                                          | 13.07       | Maíla Paula Machado · Brasil                                                        | 13.22     | Marcela Flórez · Colômbia                                                               | 13.23     |
| 400 metros barreiras        | Jailma de Lima Predefinição:Country data Brail                                       | 57.13       | Princesa Oliveros · Colômbia                                                        | 58.07     | Déborah Rodríguez · Uruguai                                                             | 58.63     |
| 3.000 metros com obstáculos | Ángela Figueroa · Colômbia                                                           | 9:58.00     | Eliane Luanda da Silva · Brasil                                                     | 10:22.96  | Jovana de la Cruz · Peru                                                                | 10:24.67  |
| 4×100 metros estafetas      | Colômbia · Eliecith Palacios · Alejandra Idrobo · Yomara Hinestroza · Norma González | 44.11       | Brasil · Rosemar Coelho Neto · Vanda Gomes · Ana Cláudia Lemos · Franciela Krasucki | 44.56     | Chile · María Carolina Díaz · María Fernanda Mackenna · Isidora Jiménez · Daniela Pavez | 46.42     |
| 4×400 metros estafetas      | Brasil · Geisa Coutinho · Aline Leone dos Santos · Joelma Sousa · Jailma de Lima     | 3:31.66     | Colômbia · Alejandra Idrobo · Evelys Aguilar · Princesa Oliveros · Yenifer Padilla  | 3:37.66   | Chile · Javiera Errazuriz · Isidora Jiménez · Paula Goni · María Fernanda Mackenna      | 3:49.51   |
| Salto em altura             | Marielys Rojas · Venezuela                                                           | 1.80        | Betsabé Páez · Argentina                                                            | 1.77      | Aline Fernanda Santos · Brasil                                                          | 1.77      |
| Salto com vara              | Fabiana Murer · Brasil                                                               | 4.70 ,      | Karla Rosa da Silva · Brasil                                                        | 4.00      | Milena Agudelo · Colômbia                                                               | 3.90      |
| Salto em comprimento        | Maurren Maggi · Brasil                                                               | 6.52        | Keila Costa · Brasil                                                                | 6.45      | Caterine Ibargüen · Colômbia                                                            | 6.45      |
| Salto triplo                | Caterine Ibargüen · Colômbia                                                         | 14.59       | Keila Costa · Brasil                                                                | 13.96     | Gisele de Oliveira · Brasil                                                             | 13.43     |
| Arremesso de peso           | Natalia Ducó · Chile                                                                 | 17.15       | Elisângela Adriano · Brasil                                                         | 16.55     | Anyela Rivas · Colômbia                                                                 | 16.15     |
| Lançamento de disco         | Andressa de Morais · Brasil                                                          | 57.54       | Karen Gallardo · Chile                                                              | 54.91     | Fernanda Borges · Brasil                                                                | 54.18     |
| Lançamento do martelo       | María Murillo · Colômbia                                                             | 55.85       | Leryn Franco · Paraguai                                                             | 55.66     | Alessandra Resende · Brasil                                                             | 54.61     |
| Lançamento do dardo         | Jennifer Dahlgren · Argentina                                                        | 72.70       | Johana Moreno · Colômbia                                                            | 68.53     | Andreína Rodríguez · Venezuela                                                          | 67.28     |
| Decatlo                     | Vanessa Spínola · Brasil                                                             | 5428        | Agustina Zerboni · Argentina                                                        | 5226      | Melry Caldeira · Brasil                                                                 | 5208      |

## Quadro de medalhas

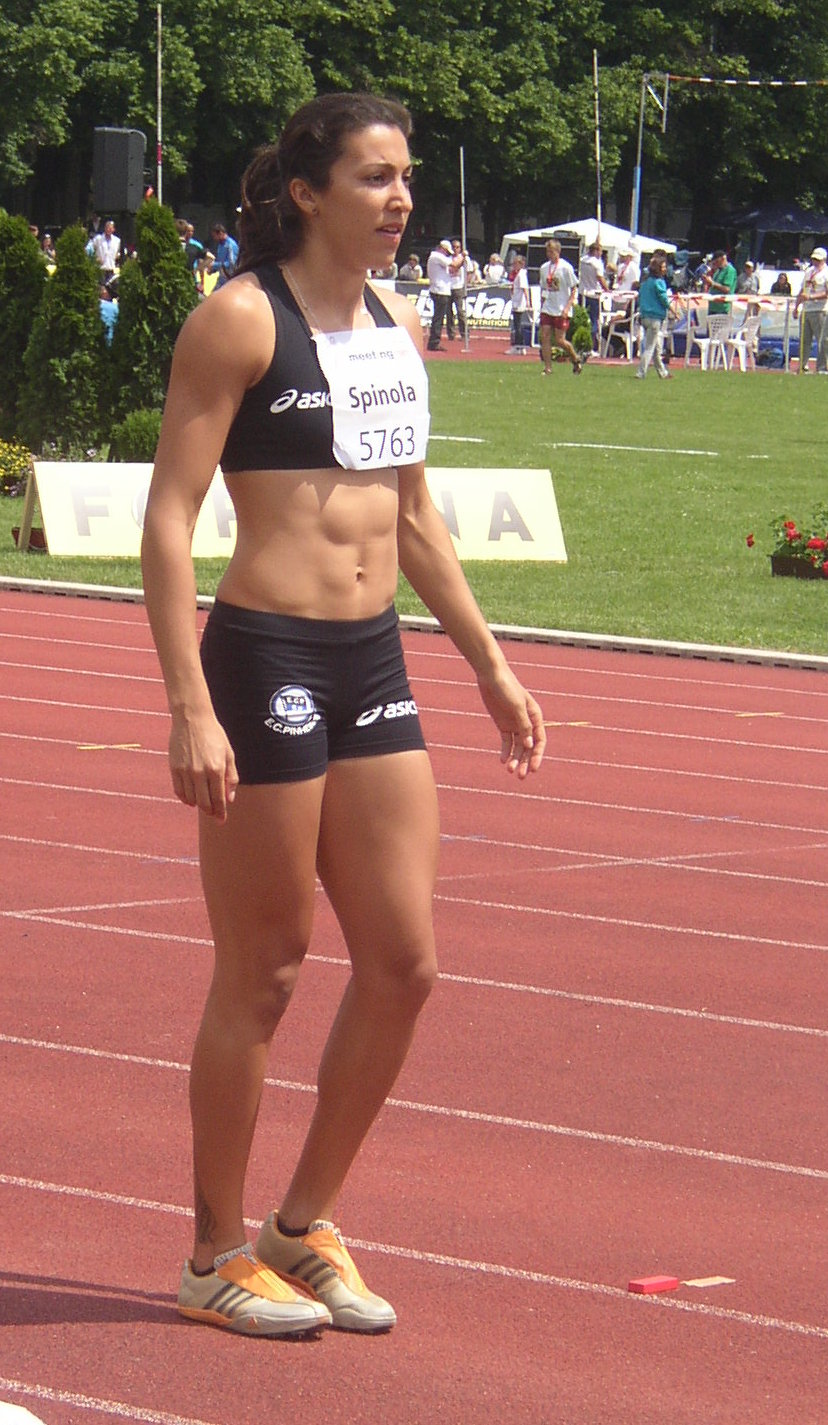
Vanessa Spínola conquistou medalha de ouro para o Brasil no heptatlo.

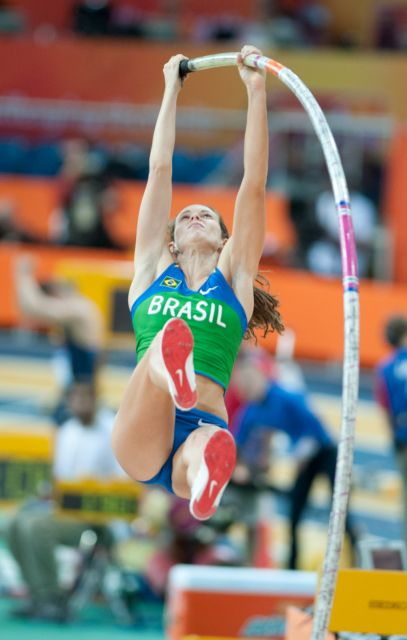
Fabiana Murer quebrou o recorde do campeonato no salto com vara.

| Ordem | País      | Medalha de ouro | Medalha de prata | Medalha de bronze | Total |
| ----- | --------- | --------------- | ---------------- | ----------------- | ----- |
| 1     | Brasil    | 21              | 16               | 14                | 51    |
| 2     | Colômbia  | 12              | 12               | 9                 | 33    |
| 3     | Argentina | 5               | 8                | 7                 | 20    |
| 4     | Equador   | 2               | 0                | 0                 | 2     |
| 5     | Chile     | 1               | 3                | 7                 | 11    |
| 6     | Venezuela | 1               | 2                | 4                 | 7     |
| 7     | Peru      | 1               | 1                | 1                 | 3     |
| 8     | Uruguai   | 1               | 0                | 1                 | 2     |
| 9     | Paraguai  | 0               | 1                | 1                 | 2     |
| 10    | Panamá    | 0               | 1                | 0                 | 1     |
|       | Total     | 44              | 44               | 44                | 132   |

### Tabela de pontos
- Os pontos são atribuídos ao país com base nos seis primeiros colocados em cada evento levando pontuação. [4]

| Posição | Nacionalidade | Total | Masculino | Feminino |
| ------- | ------------- | ----- | --------- | -------- |
| 1       | Brasil        | 488   | 250       | 238      |
| 2       | Colômbia      | 292   | 189       | 103      |
| 3       | Argentina     | 214.5 | 138       | 76.5     |
| 4       | Chile         | 100.5 | 54        | 46.5     |
| 5       | Venezuela     | 54    | 29        | 25       |
| 6       | Peru          | 39    | 24        | 15       |
| 7       | Equador       | 37    | 26        | 11       |
| 8       | Paraguai      | 24    | 9         | 15       |
| 9       | Uruguai       | 20    | 16        | 4        |
| 10      | Panamá        | 6     | 0         | 6        |
| 11      | Bolívia       | 3     | 3         | 0        |
| 12=     | Aruba         | 0     | 0         | 0        |
| 12=     | Suriname      | 0     | 0         | 0        |

## Participantes
Um total de 345 atletas de 13 nacionalidades participaram do evento.
| - Argentina (71) (anfitrião) - Aruba (1) - Bolívia (11) - Brasil (78) - Chile (34) | - Colômbia (56) - Equador (22) - Panamá (3) - Paraguai (25) | - Peru (15) - Suriname (1) - Uruguai (13) - Venezuela (15) |

Legenda
| Recorde mundial       | Recorde mundial (World record)               |                       | Recorde africano                      | Recorde africano (African) |                                           | Q | Classificado por posição (Qualified) |
| Recorde do campeonato | Recorde do campeonato (Championship record)  | Recorde da América    | Recorde da América (Americas)         | q                          | Classificado por melhor tempo (Qualified) |   |                                      |
| Melhor marca do ano   | Melhor marca do ano (World leading)          | Recorde asiático      | Recorde asiático (Asian)              | DNS                        | Não largou (Did not start)                |   |                                      |
| Recorde nacional      | Recorde nacional (National record)           | Recorde europeu       | Recorde europeu (European)            | DNF                        | Não terminou (Did not finish)             |   |                                      |
| Recorde pessoal       | Recorde pessoal do atleta (Personal best)    | Recorde da Oceania    | Recorde da Oceania (Oceania)          | DSQ / DQ                   | Desclassificado (Disqualified)            |   |                                      |
| Recorde da temporada  | Recorde da temporada do atleta (Season best) | Recorde sul-americano | Recorde sul-americano (South America) | NM                         | Sem marca (No mark)                       |   |                                      |